# Масове вбивство в Конгсберзі
Масове вбивство в Конгсберзі — теракт, вчинений 13 жовтня 2021 року в місті Конгсберг у Норвегії. Чоловік напав на вісьмох людей з холодною зброєю, зокрема з луком і стрілами. Внаслідок теракту п'ятеро людей загинули, ще троє були поранені.
Обвинувачений Еспен Андерсен Бротен, 37-річний громадянин Данії, уродженець Норвегії, що мав психічні захворювання, був взятий під варту того ж дня і звинувачений у вбивстві. Хоча він визнав свою провину, у червні 2022 року суд постановив, що через його психічне захворювання він не може нести кримінальну відповідальність за свої дії. Еспен Андерсен Бротен (норв. Espen Andersen Bråthen) був засуджений до ув'язнення в психіатричній лікарні.

## Перебіг подій
Вперше поліція отримала повідомлення про людину, яка розгулювала по Конгсбергу з луком і стрілами в сагайдаку на плечі о 18:12 за центральноєвропейським часом. Після перших дзвінків у поліцію на місце нападу був швидко відправлений спочатку один патруль, а згодом ще три. Озброєні офіцери вперше зіткнулися зі злочинцем через шість хвилин після перших дзвінків. Бротен випустив у них кілька стріл і втік. Після цього, за словами начальника поліції, він атакував людей.
Стверджується, що злочинець спочатку напав на людей у супермаркеті Extra, а потім перемістився на більшу територію. Поліція повідомила, що спочатку він використовував лук і стріли, намагаючись влучити в людей, але постійно промахувався і був вимушений використати іншу холодну зброю, що мав при собі. Всі жертви загинули в результаті ножових поранень, а не пострілів стрілами, оскільки він викинув або загубив свій лук у якийсь момент під час атаки. Були опубліковані фотографії стріл, що застрягли в стінах на місці події. Злочинець покинув магазин і продовжив свої напади на вулиці і в житловій забудові, атакуючи людей у них вдома.
В цей час поліція оточила кілька районів Конгсберга. Врешті-решт Бротен був заарештований о 18:47, через 35 хвилин після початку нападу. За словами начальника поліції, під час арешту був зроблений попереджувальний постріл. Реакція на теракт була масштабною. Залучено 22 добре озброєні поліцейські патрулі, понад 10 машин швидкої допомоги та два гелікоптери. Напад став найсмертоноснішим у Норвегії з часів терактів, скоєних Андерсом Брейвіком у липні 2021 року.

## Жертви
Внаслідок нападу загинуло п'ятеро людей, ще троє отримали поранення. Серед загиблих чотири жінки і один чоловік. Одною з жертв стала німецька музикантка і письменниця Андреа Хауґен. Троє вцілілих, один з яких поліцейський, не отримали небезпечних для життя поранень. Розслідування показало, що всі жертви зазнали нападів у різних місцях.
| Ім'я                 | Вік |
| -------------------- | --- |
| Ганне Мерете Енглунн | 56  |
| Гуннар Ерлінг Сове   | 75  |
| Лів Борґе            | 75  |
| Андреа Маєр (Геуґен) | 52  |
| Гун Маріт Мадсен     | 78  |

## Розслідування
Підозрюваного доставили до поліцейського відділку в Драммені, де, за словами його адвоката, його допитували понад три години. Бротен погодився співпрацювати зі слідством і зізнався у скоєнні нападу. 14 жовтня поліція перевела підозрюваного під опіку служб охорони здоров'я в очікуванні психіатричної експертизи. Його звинуватили у вбивстві п'ятьох людей і пораненні ще кількох. Служба безпеки норвезької поліції розпочала розслідування тероризму, але офіцери зосередилися на мотиві. Через данське громадянство підозрюваного, прем'єр-міністр Данії Метте Фредеріксен заявила, що данська влада співпрацюватиме з Норвегією у розслідуванні. На пресконференції 16 жовтня поліція заявила, що вони також розслідують психічний стан підозрюваного як причину нападу.

### Нападник
Злочинець — громадянин Данії Еспен Андерсен Бротен. Народився в Норвегії в сім'ї норвежця та данки і все життя прожив у Норвегії. На момент нападу Бротен мешкав у Конгсберзі. Він мав кілька судимостей за крадіжки зі зломом, зберігання канабісу та погрози смерті членам сім'ї. Поліція також повідомила, що він прийняв іслам близько 2016 року. Імам мечеті в Конгсберзі повідомив, що Бротен сказав йому, що отримав «одкровення», не додавши нічого більше. Імам сказав, що він не виглядав небезпечним.
Вперше у поле зору поліції Бротен попав у 2015 році, востаннє поліція контактувала з ним у 2020 році. Вони були стурбовані його можливими екстремістськими поглядами. У 2017 році друг дитинства повідомив про Бротена в поліцію після того, як той опублікував два відео в Інтернеті, в яких він сказав, що він мусульманин, і прийшов з попередженням. Друг вважав, що він становить загрозу. Після розслідування відео та допиту Бротена про них, поліція встановила, що його заяви на записах не містили жодних загроз. У 2018 році поліція повідомила про нього медичним службам, але ті вирішили, що він навряд чи міг би вчинити терористичний напад. Поліція заявила, що «одкровення» Бротена було малоймовірним мотивом для нападу, і натомість вказала на психічне захворювання як найбільш можливий.

### Суд
Судовий процес розпочався 18 травня 2022 року в окружному суді Гокксунна. Бротена звинуватили у вбивстві п'яти і замаху на вбивство ще 11 осіб.
Судові психіатри Гаральд Брауер, Гельге Геугеру і Кнут-Петтер Лангло діагностували у Бротена психічне захворювання і стверджують, що він був психотичним під час нападу, таким чином через його психічне захворювання він не може нести кримінальну відповідальність за свої дії.
24 червня 2022 року Бротена визнали винним у нападі, але суд постановив, що він не підлягає покаранню за норвезьким законодавством через хронічну параноїдальну шизофренію, і тому йому призначили примусове психіатричне лікування. Результат був спільною вимогою як обвинувачення, так і захисту.

## Наслідки
Норвезьким поліцейським, які зазвичай неозброєні, наказали тимчасово носити вогнепальну зброю по всій країні після нападу, проте рівень національної загрози в країні не змінився. Мешканці країни та норвезькі ЗМІ порушували питання щодо нездатності поліції зупинити напад під час першого зіткнення зі злочинцем. Поліцейських у Норвегії навчатимуть негайно реагувати на інцидент, що триває, не чекаючи на інші підрозділи.